# Donata Leśnik
Donata Leśnik (ur. 31 marca 1991) – polska piłkarka, występująca na pozycji obrońcy. 

## Kariera
Od sezonu 2011/2012 była zawodniczką RTP Unii Racibórz, do której przeszła z Medyka Konin. W 2012 roku zdobyła mistrzostwo i Puchar Polski. Zawodniczka ma także na koncie występy w reprezentacji Polski.
Zakończyła karierę piłkarską i podjęła pracę w firmie produkującej zbiorniki paliwowe w Niemczech.